# WrestleMania XL
WrestleMania XL fue la 40a edición de WrestleMania, un evento pago por visión (PPV) de lucha libre profesional producido por WWE. El evento se desarrolló en dos noches, el 6 y 7 de abril de 2024, en el Lincoln Financial Field en Filadelfia, Pensilvania. El tema oficial del evento fue Gasoline de The Weeknd.
Fue el segundo WrestleMania celebrado en Filadelfia y en el estado de Pensilvania, tras WrestleMania XV en 1999, y el primer WrestleMania desde WrestleMania XXX en 2014 que incorpora números romanos en su título. WrestleMania XL también es el primero en el que WWE no es propiedad ni controlado por la familia McMahon, después de la compra de la compañía por parte de Endeavor, que finalizó el 12 de septiembre de 2023, con la posterior fusión de WWE con Ultimate Fighting Championship; las 2 empresas siguen operando por separado, pero como filiales de una nueva entidad llamada TKO Group Holdings.

## Producción

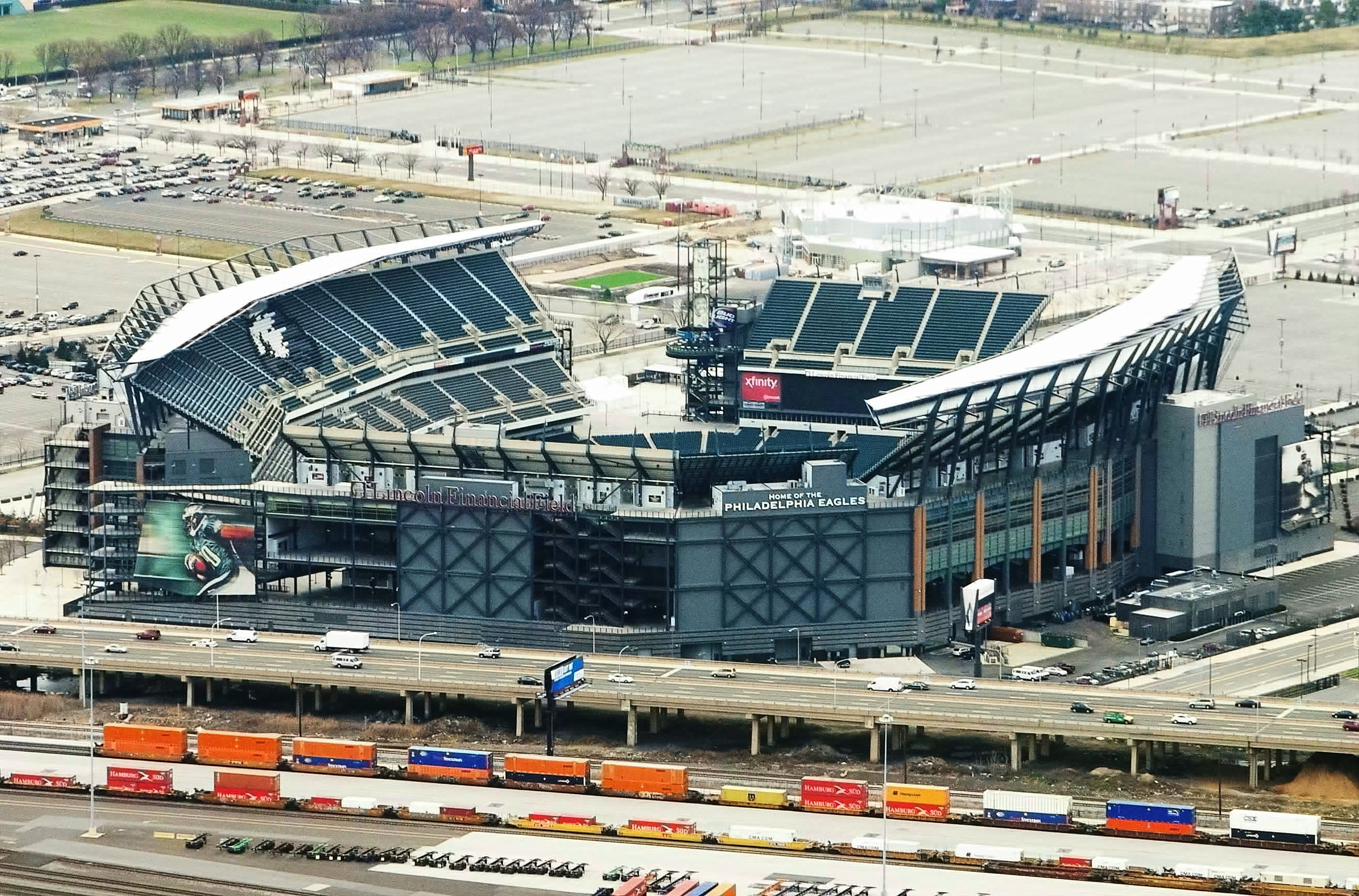
El evento se celebrará en el Lincoln Financial Field en Filadelfia, Pensilvania

WrestleMania es el pago por visión (PPV) y evento de retransmisión en directo más importante de WWE, y se celebró por primera vez en 1985. Fue el primer PPV producido por la compañía y también fue el primer gran evento de WWE disponible a través de livestreaming cuando la compañía lanzó WWE Network en febrero de 2014. Es el evento de lucha libre profesional más longevo de la historia y se celebra anualmente entre mediados de marzo y mediados de abril. Junto con Royal Rumble, SummerSlam, Survivor Series y Money in the Bank, es uno de los cinco eventos más importantes del año de la empresa, conocidos como los "Cinco Grandes". Según Forbes, WrestleMania es la sexta marca deportiva más valiosa del mundo, y ha sido descrito como el Super Bowl del entretenimiento deportivo. Al igual que ocurre con el Super Bowl, las ciudades pujan por el derecho a albergar la edición anual de WrestleMania. WrestleMania XL contará con luchadores de las divisiones de marca Raw y SmackDown. Además de emitirse en PPV tradicional, se podrá seguir en directo en Peacock en Estados Unidos y en WWE Network en la mayoría de los mercados internacionales.
El 27 de julio de 2022, se anunció que el Lincoln Financial Field en Filadelfia, Pensilvania albergaría WrestleMania 40 los días 6 y 7 de abril de 2024. El logotipo fue revelado el 8 de octubre de 2022, durante el kick-off de Extreme Rules en el cercano Wells Fargo Center. Con la temática de la Campana de la Libertad y los colores de los Philadelphia Eagles, incorpora números romanos por primera vez desde WrestleMania XXX en 2014, estilizando así oficialmente el título como WrestleMania XL. Las entradas para el evento se pusieron a la venta el 18 de agosto de 2023. El primer día se vendieron más de 90,000 entradas para las dos noches combinadas, batiendo el récord de WWE establecido el año anterior en WrestleMania.
Desde enero de 2023 se especulaba con la posibilidad de que WWE se pusiera a la venta. Horas antes de que WrestleMania 39 Noche 2 diera comienzo, CNBC informó a través de múltiples fuentes que un acuerdo entre WWE y Endeavor, la empresa matriz de Ultimate Fighting Championship (UFC) a través de Zuffa, era inminente. El acuerdo supondría la fusión de WWE y UFC en una nueva empresa que cotizaría en bolsa y en la que Endeavor tendría una participación del 51%. La venta se confirmó al día siguiente, el 3 de abril de 2023, finalizando la venta el 12 de septiembre, con la fusión de WWE con UFC para formar TKO Group Holdings. WrestleMania XL será, a su vez, el primer WrestleMania celebrado en el que WWE no era propiedad ni estaba controlada por la familia McMahon.

## Antecedentes
Después de que Cody Rhodes regresara a WWE en WrestleMania 38, en abril de 2022, declaró que "terminaría su historia" ganando el Campeonato de WWE, un título que su padre Dusty nunca consiguió. En ese mismo WrestleMania, Roman Reigns se convirtió en el Campeón Universal Indiscutido de WWE al ganar el Campeonato de WWE (de Raw) y retener el Campeonato Universal (de SmackDown), lo que, posteriormente, le permitió aparecer en ambas marcas como campeón. En enero de 2023, Rhodes ganó el Royal Rumble match y desafió a Reigns por el título indiscutible en WrestleMania 39, pero no tuvo éxito. Rhodes volvió a ganar el combate Royal Rumble en el evento de 2024, siendo el cuarto luchador en ganar la lucha dos años consecutivos. Debido a la creación del Campeonato Mundial de Peso Pesado para Raw a mediados de 2023 tras el Draft, donde se determinó que Reigns sería un luchador exclusivo de SmackDown, Rhodes, quien había sido reclutado para la marca roja, tuvo que elegir a qué campeón desafiar. Durante la conferencia de prensa posterior al evento de Royal Rumble, Rhodes declaró que, si bien respetaba al campeón mundial de peso pesado Seth «Freakin» Rollins, necesitaba terminar su historia y derrotar a Reigns por el Campeonato Universal Indiscutible de WWE en WrestleMania. Sin embargo, en el siguiente episodio de Raw, Rollins presentó un argumento convincente sobre por qué Rhodes debería desafiarlo. Rollins "contó su historia juntos" desde el regreso de Rhodes y afirmó que el Campeonato Mundial de Peso Pesado era el título oficial en WWE y el que elegiría Dusty, alegando que Reigns rara vez defiende su título y siempre tiene que hacer alguna trampa para ganar. Rhodes, en conflicto, dijo entonces que se lo pensaría. En el SmackDown de ese viernes, después de tomar consejo sobre sus decisiones, Rhodes dijo que aunque todavía quería el Campeonato, pero no desafiaría a Reigns por el título en WrestleMania.

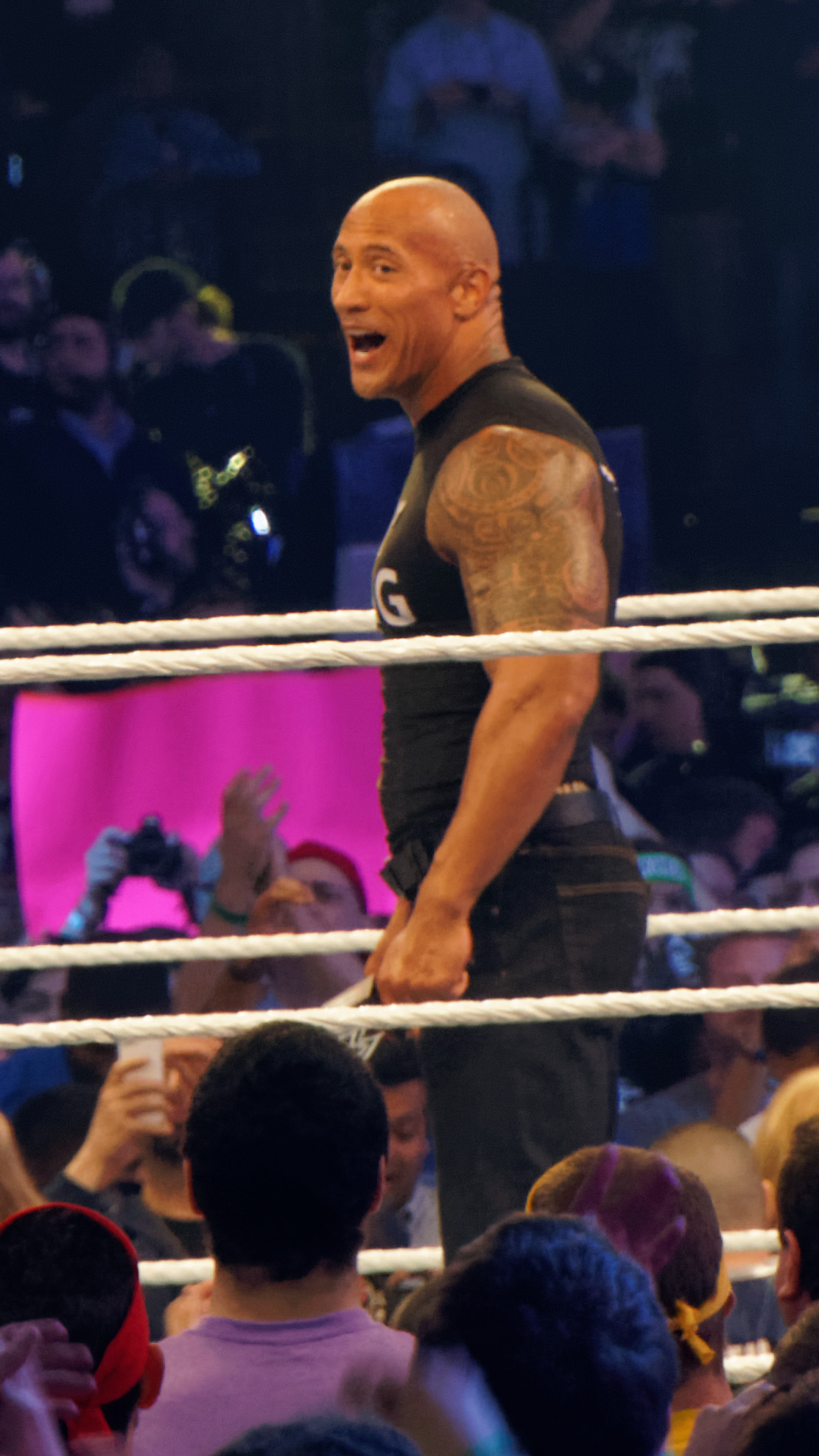
The Rock tuvo su primera lucha oficial desde WrestleMania 32 en 2016.

WrestleMania XL marcó la cuarta defensa titular consecutiva de Roman Reigns como el Campeón Universal y la segunda defensa titular consecutiva como Campeón de WWE, ambos reinados ininterrumpidos y declarándose como el Campeón Indiscutible de WWE. En el evento principal de ambas noches de WrestleMania XL, este también marca su octavo y noveno evento principal general de WrestleMania, rompiendo el récord de Hulk Hogan.

Antes de Royal Rumble, en el especial de Año Nuevo de Raw, The Rock hizo su regreso a la marca después de 8 años y aparentemente llamó a Reigns preguntándole si debería sentarse en la "cabeza de la mesa", una referencia a su relación a través de la familia Anoa'i ya que durante más de tres años, Reigns había afirmado que él The Head of the Table y Jefe Tribal de la familia. En el episodio del 2 de febrero de SmackDown, Rhodes dijo que una de las personas de las que recibió consejo que le llevó a rechazar a Reigns para una revancha en WrestleMania 39 conocía muy bien a Reigns, y también mencionó que quería que Reigns lo perdiera todo. Esto sacó a The Rock, que se enfrentó cara a cara con el campeón. Un evento mediático de WrestleMania fue programado para el 8 de febrero en el T-Mobile Arena de Las Vegas, Nevada, con un cara a cara entre Reigns y The Rock como parte del evento. Durante el evento, en el que Rollins estuvo presente para escuchar la decisión de Rhodes, tanto Reigns como The Rock se encargaron de decidir que ellos serían el evento principal de WrestleMania. Rhodes apareció entonces y dijo que no podían decidir eso, sino que lo hacía él por su victoria en el Rumble, y posteriormente anunció que elegía a Reigns. Sintiéndose faltado al respeto por Rhodes, The Rock le abofeteó en la cara. No conformes con eso, Rhodes y el Campeón Mundial de Peso Pesado Seth «Freakin» Rollins decidieron conjuntamente, visitar SmackDown en el capítulo del 8 de marzo de ese programa, para verse las caras con Reigns y The Rock. Allí, Rhodes y Rollins aceptaron un combate por equipos contra Reigns y The Rock, en la noche 1 del evento (con especulaciones incluidas); sino que también, justo en el cierre del capítulo, Rhodes abofeteó a The Rock en la cara, devolviendo lo que el actor de cine, le hizo dias antes.
El 9 de febrero en SmackDown, los gerentes generales de SmackDown y Raw, Nick Aldis y Adam Pearce, respectivamente, anunciaron conjuntamente que, debido a la decisión de Cody Rhodes de enfrentar a Roman Reigns en WrestleMania XL, el rival de Seth «Freakin» Rollins por el Campeonato Mundial de Peso Pesado en dicho evento sería el ganador de Elimination Chamber, combate para el cual habría seis luchas clasificatorias. Esa misma noche, Drew McIntyre y Randy Orton se convirtieron en los primeros clasificados. En las siguientes semanas se sumaron Bobby Lashley, LA Knight, Kevin Owens y Logan Paul. La lucha, finalmente, fue ganada por McIntyre, logrando su combate titular en WrestleMania.
En Royal Rumble, Bayley ganó el Royal Rumble femenino, adjudicándose la opción de un combate titular por un campeonato femenino de su elección en WrestleMania XL. En WWE The Bump al día siguiente, mientras su compañera de Damage CTRL Iyo Sky sostenía el Campeonato Femenino de WWE, Bayley aparentemente confirmó que elegiría desafiar a Rhea Ripley por el Campeonato Mundial Femenino. Posteriormente, Bayley fue programada para el siguiente episodio de Raw para anunciar oficialmente su decisión, pero fue interrumpida por Ripley, quien a la vez fue atacada por Nia Jax. Esta última advirtió que la campeona no llegaría a WrestleMania y Bayley postergó su anuncio para el siguiente SmackDown. Así, en la edición del 2 de febrero, Bayley encaró a Sky, diciéndole lo dolida que estaba porque, a pesar de todo lo ella había hecho por Damage CTRL, las cosas habían cambiado desde la llegada de Asuka y Kairi Sane. Además, les reveló que entendía japonés y que sabía, desde el comienzo, que se estaban burlando de ella. Tras ser golpeada por Asuka y Sane, Bayley respondió el ataque con un tubo metálico, haciendo su cambio a Face, y anunció que escogía a Sky como rival en WrestleMania.
El 5 de febrero, el gerente general de Raw, Adam Pearce, anunció que, como Bayley escogió enfrentarse a Sky en WrestleMania, la rival de Rhea Ripley por el Campeonato Mundial Femenino sería la ganadora del Elimination Chamber. Becky Lynch, Bianca Belair, Liv Morgan, Tiffany Stratton, Naomi y Raquel Rodríguez lograron clasificar ganando sus respectivas luchas. Finalmente, el 24 de febrero, Lynch se impuso en la lucha y logró su combate titular.
Antes del verano de 2023, The Usos (Jey Uso & Jimmy Uso) eran una unidad del grupo de su familia, The Bloodline, en el programa SmackDown. Sin embargo, debido a las corruptas manipulaciones de su líder, Roman Reigns, The Usos abandonaron el grupo, lo que finalmente llevó a una lucha por equipos "Bloodline Civil War" en Money in the Bank contra Reigns y Solo Sikoa, en la que The Usos ganaron. Dias después, Jey se enfrentó precisamente a Reigns por el Campeonato Universal Indiscutible de WWE en SummerSlam, en agosto de ese año, pero Jimmy interfirió y le costó el combate a su hermano. En el siguiente SmackDown, Jimmy explicó que le costó el combate a Jey, para evitar que ganara poder y se corrompiera como Reigns. Posteriormente, Jey atacó a Jimmy y "abandonó" WWE, pero luego fue reintegrado, como miembro del roster principal de Raw. Allí fue Campeón Indiscutible en Parejas junto a Cody Rhodes, venciendo a la peligrosa facción The Judgment Day. A pesar de estar en diferentes programas, Jimmy, quien se reincorporó por decisión propia a The Bloodline, aparecía a menudo en Raw y atacaba a Jey o le costaba combates. Los dos Usos también se enfrentarían, en el Royal Rumble masculino en enero de 2024, como los dos primeros participantes, pero ambos terminaron siendo eliminados de la lucha, que fue ganada por Cody Rhodes. Luego, Jimmy le costó a Jey un combate ante Gunther por el Campeonato Intercontinental, el mes siguiente. En el episodio del 11 de marzo de Raw, harto de las acciones de su hermano, Jey retó a Jimmy a un combate en WrestleMania XL, que Jimmy aceptó en SmackDown de esa misma semana. En el episodio del 18 de marzo de Raw, Jimmy volvió a atacar a Jey, pero esta vez en compañía de Solo Sikoa. No obstante, Cody Rhodes intervino y rescató a Jey, luego de que el propio Rhodes atacó simultáneamente a los rudos. Este hecho provocó una discusión telefónica, entre Adam Pearce y Nick Aldis, gerentes generales de Raw y SmackDown, respectivamente.
Después de que varios luchadores declararon sus intenciones de desafiar a Gunther por el Campeonato Intercontinental en WrestleMania XL, el Gerente General de Raw Adam Pearce anunció que se llevaría a cabo un combate en el episodio del 11 de marzo con el ganador enfrentando a Gunther por el título en WrestleMania. El ganador sería Sami Zayn.
En el episodio del 11 de marzo de Raw, Adam Pearce y Nick Aldis anunciaron que en WrestleMania XL, The Judgment Day (Finn Bálor & Damian Priest) defenderían el Campeonato Indiscutible en Parejas de WWE en una Six-Pack Ladder match. Los combates de clasificación para los cinco puestos vacantes se produjeron en los episodios posteriores de Raw y SmackDown, con tres equipos de la marca roja y dos de equipos de la marca azul. Los tres equipos de Raw se determinaron en el episodio del 18 de marzo de Raw, con #DIY (Johnny Gargano & Tommaso Ciampa), The Awesome Truth (The Miz & R-Truth), y The New Day (Kofi Kingston & Xavier Woods), clasificándose al combate.
En Royal Rumble, Logan Paul derrotó a Kevin Owens por descalificación para retener el Campeonato de los Estados Unidos. Paul había intentado usar su característico puño de bronce, pero Owens lo usó y fue descubierto por el árbitro, por lo que fue descalificado. El mes siguiente en Elimination Chamber, Paul, Owens y Randy Orton participaron en el combate masculino de Elimination Chamber, donde Orton les eliminó a ambos, quienes a su vez causaron que Orton fuera eliminado golpeándolo con el puño de bronce. En el episodio del 8 de marzo de SmackDown, Paul y su socio comercial, el youtuber y boxeador KSI, anunciaron que su compañía de bebidas energéticas, Prime, sería un patrocinador oficial de WWE con el logotipo de la bebida colocado en el centro del ring, convirtiéndose a su vez en el primer patrocinador del ring central de la empresa. No obstante, Orton interrumpió e intentó aplicarle un RKO a Paul, pero éste logro escapar con KSI. La semana siguiente, el Gerente General Nick Aldis anunció que Paul defendería su título contra Owens y Orton en una lucha de triple amenaza en WrestleMania XL.
En el episodio del 15 de diciembre de 2023 de SmackDown, AJ Styles regresó de una lesión y ayudó a LA Knight a defenderse de The Bloodline, pero luego traicionó a Knight antes de atacarle con una silla de acero. Styles explicó más tarde que atacó a Knight por ocupar su lugar en una lucha por equipos en Fastlane en octubre de 2023, diciendo que "pasó por encima de su cadáver" para salir adelante. Ambos luego participaron en un Fatal-4 Way match por el Campeonato Universal Indiscutible de WWE en Royal Rumble en enero de 2024, pero ninguno de ellos pudo llevarse el título. Knight luego se clasificó para la Elimination Chamber match del evento homónimo el mes siguiente, mientras que Styles no. Durante ese combate, Styles se coló en la cámara y atacó a Knight nuevamente con una silla de acero, lo que provocó que éste fuera eliminado. Después de más semanas de confrontaciones, Knight desafió a Styles a un combate en WrestleMania XL, que aceptó.
En Crown Jewel en noviembre de 2023, Rey Mysterio perdió el Campeonato de los Estados Unidos ante Logan Paul después de que su compañero de Latino World Order (LWO), Santos Escobar, dejara los característicos nudillos de bronce de Paul en el delantal del ring, lo que le permitió a Paul golpear a Rey con ellos y ganar el título. En el siguiente episodio de SmackDown, su compañero miembro de LWO, Carlito, acusó a Escobar de dejar intencionalmente los nudillos de bronce en el delantal del ring. Más tarde esa noche, Escobar atacó a Rey mientras estaba revisando a Carlito, lastimándose la rodilla izquierda y golpeándola con escalones de acero, volviéndose heel y desertando del LWO. Después de una pausa de tres meses, Rey regresó en el episodio del 1 de marzo de SmackDown para ayudar a Carlito a derrotar a Escobar en una Street Fight. Tres semanas después, Escobar derrotó a Rey después de la interferencia del hijo de este último, Dominik Mysterio, quien se había separado de su padre en septiembre de 2022 para unirse a The Judgment Day. Una semana después, Escobar y sus compañeros de Legado Del Fantasma agradecieron a Dominik por sus acciones. Rey interrumpió, presentó al nuevo miembro de LWO, Dragon Lee, con Rey y Lee desafiando a Escobar y Dominik a una lucha por equipos en la Noche 1 de WrestleMania XL, que se hizo oficial. No obstante, Andrade ocuparía el lugar de Dragón Lee tras el ataque que este último sufrió en el último SmackDown antes del evento.
En el primer SmackDown del año 2024, Karrion Kross, atacó a The Pride (Bobby Lashley, Montez Ford & Angelo Dawkins) con la ayuda de Authors of Pain (Akam & Rezar), que regresaban acompañados por Paul Ellering. Tras este suceso, Kross, Scarlett, Authors of Pain y Ellering formaron una facción llamada The Final Testament. Los dos grupos continuarían rivalizados durante los siguientes meses y en el episodio del 29 de marzo de SmackDown, The Final Testament le costó a The Street Profits (Dawkins y Ford) su combate final del torneo para calificar para el combate por el Campeonato Indiscutible en Parejas de WWE en WrestleMania XL. El 1 de abril, se confirmó un Six-Man Philadelphia Street Fight que enfrentaba a Kross, Akam y Rezar contra Lashley, Ford y Dawkins para la noche 2 del evento.

## Resultados

### Noche 1: 6 de abril
- Rhea Ripley derrotó a Becky Lynch y retuvo el Campeonato Mundial Femenino (17:05).[25]
  - Ripley cubrió a Lynch después de dos «Riptide» consecutivos.
  - Motionless in White interpretó el tema de entrada de Ripley.
- A-Town Down Under (Austin Theory & Grayson Waller) y The Awesome Truth (The Miz & R-Truth) derrotaron a The Judgment Day (Damian Priest & Finn Bálor) (c), #DIY (Johnny Gargano & Tommaso Ciampa), The New Day (Kofi Kingston & Xavier Woods) y New Catch Republic (Pete Dunne & Tyler Bate) en un Ladder Match y ganaron el Campeonato en Parejas de SmackDown y el Campeonato en Parejas de Raw respectivamente (17:25).[26]
  - La lucha terminó después de que Waller y R-Truth descolgarán ambos pares de cinturones.
  - Durante la lucha, JD McDonagh interfirió a favor de The Judgment Day.
  - Por consecuente, el Campeonato Indiscutible en Parejas de WWE se desunificó.
- Rey Mysterio & Andrade (con Carlito, Cruz Del Toro, Joaquin Wilde & Zelina Vega) derrotaron a Santos Escobar & «Dirty» Dominik Mysterio (con Angel, Berto & Elektra Lopez) (11:05).[27]
  - Rey cubrió a Escobar después de un «Diving Splash».
  - Durante la lucha, Angel, Berto y Lopez interfirieron a favor Escobar & Dominik, mientras que, Jason Kelce y Lane Johnson (de los Philadelphia Eagles), Carlito, Del Toro, Wilde y Vega, lo hicieron a favor de Rey & Andrade.
  - Originalmente Dragon Lee haría equipo con Rey, pero fue reemplazado por Andrade tras ser atacado por Carlito en el SmackDown anterior.
- Bianca Belair, Naomi & Jade Cargill derrotaron a Damage CTRL (Asuka, Dakota Kai & Kairi Sane) (8:05).[28]
  - Cargill cubrió a Kai después de un «Jaded».
- Jey Uso derrotó a Jimmy Uso (11:05).[29]
  - Jey cubrió a Jimmy después de un «Uso Splash».
  - El rapero Lil Wayne acompañó a Jey durante su entrada al ring.
- Sami Zayn derrotó a Gunther y ganó el Campeonato Intercontinental (15:30).[30]
  - Zayn cubrió a Gunther después de un «Brainbustaahhh!» y dos «Helluva Kick consecutivas.
  - Esta lucha marcó la primera derrota de Gunther desde su debut en el roster principal en abril de 2022.
  - Esta lucha marcó el fin del reinado de 666 días de Gunther como campeón intercontinental.
  - Brock Lesnar originalmente estaba programado para empezar un feudo contra Gunther , pero sus planes fueron descartados debido a la inclusión de su nombre en las acusaciones de tráfico sexual en contra de Vince McMahon
- The Bloodline (The Rock & Roman Reigns) (con Paul Heyman) derrotó a Cody Rhodes & Seth «Freakin» Rollins (44:34).[31]
  - The Rock cubrió a Rhodes después de un «Rock Bottom» seguido de un «People's Elbow».
  - Como resultado, la lucha por el Campeonato Universal Indiscutible entre Reigns y Rhodes en la Noche 2 fue una Bloodline Rules Match.

### Noche 2: 7 de abril
- Drew McIntyre derrotó a Seth «Freakin» Rollins y ganó el Campeonato Mundial de Peso Pesado (10:30).[32]
  - McIntyre cubrió a Rollins después de dos «Claymore».
  - Después de la lucha, CM Punk, quien fue comentarista especial invitado, atacó a McIntyre.
- Damian Priest derrotó a Drew McIntyre y ganó el Campeonato Mundial de Peso Pesado (0:09). 
  - Priest cubrió a McIntyre después de un «South of Heaven».
  - Priest canjeó su maletín de Money in the Bank convirtiéndose en el segundo luchador masculino en canjear su maletín en un WrestleMania después de Seth «Freakin'» Rollins en WrestleMania 31.
  - Después de la lucha, Priest celebró junto al resto de The Judgment Day.
- The Pride (Bobby Lashley, Angelo Dawkins & Montez Ford) (con B-Fab) derrotó a The Final Testament (Karrion Kross, Akam & Rezar) (con Scarlett & Paul Ellering) en un Philadelphia Street Fight (con Bubba Ray Dudley como árbitro especial invitado) (8:35).[33]
  - Lashley cubrió a Kross después de un «Frog Splash» sobre una mesa de Ford.
  - Durante la lucha, Scarlett y Ellering lo hicieron a favor de The Final Testament, mientras que B-Fab interfirió a favor de The Pride.
  - Snoop Dogg fue comentarista especial invitado en esta lucha.
  - Esta fue la última lucha de Lashley en un PLE antes de abandonar la WWE en agosto de 2024.
  - También fue la última lucha de Akam y Rezar y la última aparición de Paul Ellering en WWE.
- LA Knight derrotó a AJ Styles (12:25).[34]
  - Knight cubrió a Styles después de un «BFT».
- Logan Paul  (con IShowSpeed) derrotó a Kevin Owens y Randy Orton y retuvo el Campeonato de los Estados Unidos (17:55).[35]
  - Paul cubrió a Owens después de un «RKO» de Orton seguido de un «Frog Splash».
  - Durante la lucha, IShowSpeed interfirió a favor de Paul.
- Bayley derrotó a Iyo Sky y ganó el Campeonato Femenino de la WWE (14:20).[36]
  - Bayley cubrió a Sky después de un «Rose Plant».
- Cody Rhodes derrotó a Roman Reigns (con Paul Heyman) en un Bloodline Rules Match y ganó el Campeonato Universal Indiscutible de la WWE (35:14).[37]
  - Rhodes cubrió a Reigns después de tres «Cross Rhodes» consecutivos.
  - Durante la lucha, The Bloodline (The Rock, Jimmy Uso & Solo Sikoa) interfirió a favor de Reigns, mientras que Jey Uso, John Cena, Seth «Freakin» Rollins (usando su atuendo de The Shield) y The Undertaker, lo hicieron a favor de Rhodes.
  - Después de la lucha, Brandi Rhodes, John Cena, CM Punk, Randy Orton, Jey Uso, Kevin Owens, Sami Zayn, LA Knight, Seth Rollins, Bruce Prichard, Triple H y la familia de Rhodes celebraron con él.
  - Esta lucha marcó el fin del reinado de 1316 días de Reigns como Campeón Universal y 735 días como Campeón de la WWE.
  - Después de la lucha, el campeonato fue renombrado a Campeonato Indiscutible de la WWE.
  - La lucha marcó la desactivación del Campeonato Universal de WWE, dejando a Reigns cómo su último portador; aunque ésto fue anunciado 1 año después.[38]

### Clasificación al Ladder Match por el Campeonato Indiscutible en Parejas de WWE
|  | The Creed Brothers (Julius Creed & Brutus Creed) | The Creed Brothers (Julius Creed & Brutus Creed) | RAW |  |
|  | The Creed Brothers (Julius Creed & Brutus Creed) | The Creed Brothers (Julius Creed & Brutus Creed) | RAW |  |
|  | #DIY (Johnny Gargano & Tommaso Ciampa)           | #DIY (Johnny Gargano & Tommaso Ciampa)           | Pin |  |
|  | #DIY (Johnny Gargano & Tommaso Ciampa)           | #DIY (Johnny Gargano & Tommaso Ciampa)           | Pin |  |

|  | The Awesome Truth (The Miz & R-Truth) | The Awesome Truth (The Miz & R-Truth) | Pin |  |
|  | The Awesome Truth (The Miz & R-Truth) | The Awesome Truth (The Miz & R-Truth) | Pin |  |
|  | Indus Sher (Veer Mahaan & Sanga)      | Indus Sher (Veer Mahaan & Sanga)      | RAW |  |
|  | Indus Sher (Veer Mahaan & Sanga)      | Indus Sher (Veer Mahaan & Sanga)      | RAW |  |

|  | The New Day (Kofi Kingston & Xavier Woods) | The New Day (Kofi Kingston & Xavier Woods) | Pin |  |
|  | The New Day (Kofi Kingston & Xavier Woods) | The New Day (Kofi Kingston & Xavier Woods) | Pin |  |
|  | Alpha Academy (Otis & Akira Tozawa)        | Alpha Academy (Otis & Akira Tozawa)        | RAW |  |
|  | Alpha Academy (Otis & Akira Tozawa)        | Alpha Academy (Otis & Akira Tozawa)        | RAW |  |

|  |                                                    |                                                    |                                              |                                              |                                     |                                     |    |  |
|  | Latino World Order (Cruz del Toro & Joaquin Wilde) | Latino World Order (Cruz del Toro & Joaquin Wilde) | SD                                           |                                              |                                     |                                     |    |  |
|  | Latino World Order (Cruz del Toro & Joaquin Wilde) | Latino World Order (Cruz del Toro & Joaquin Wilde) | SD                                           |                                              |                                     |                                     |    |  |
|  | Legado Del Fantasma (Angel & Berto)                | Legado Del Fantasma (Angel & Berto)                | Pin                                          |                                              |                                     |                                     |    |  |
|  | Legado Del Fantasma (Angel & Berto)                | Legado Del Fantasma (Angel & Berto)                | Pin                                          |                                              | Legado Del Fantasma (Angel & Berto) | Legado Del Fantasma (Angel & Berto) | SD |  |
|  |                                                    |                                                    |                                              |                                              | Legado Del Fantasma (Angel & Berto) | Legado Del Fantasma (Angel & Berto) | SD |  |
|  |                                                    |                                                    | New Catch Republic (Tyler Bate & Pete Dunne) | New Catch Republic (Tyler Bate & Pete Dunne) | Pin                                 |                                     |    |  |
|  | New Catch Republic (Tyler Bate & Pete Dunne)       | New Catch Republic (Tyler Bate & Pete Dunne)       | New Catch Republic (Tyler Bate & Pete Dunne) | New Catch Republic (Tyler Bate & Pete Dunne) | Pin                                 | Pin                                 |    |  |
|  | New Catch Republic (Tyler Bate & Pete Dunne)       | New Catch Republic (Tyler Bate & Pete Dunne)       |                                              |                                              |                                     | Pin                                 |    |  |
|  | Pretty Deadly (Elton Prince & Kit Wilson)          | Pretty Deadly (Elton Prince & Kit Wilson)          | SD                                           |                                              |                                     |                                     |    |  |
|  | Pretty Deadly (Elton Prince & Kit Wilson)          | Pretty Deadly (Elton Prince & Kit Wilson)          | SD                                           |                                              |                                     |                                     |    |  |
|  |                                                    |                                                    |                                              |                                              |                                     |                                     |    |  |

|  |                                                   |                                                   |                                                   |                                                   |                                |                                |     |  |
|  | The O.C. (Luke Gallows & Karl Anderson)           | The O.C. (Luke Gallows & Karl Anderson)           | SD                                                |                                                   |                                |                                |     |  |
|  | The O.C. (Luke Gallows & Karl Anderson)           | The O.C. (Luke Gallows & Karl Anderson)           | SD                                                |                                                   |                                |                                |     |  |
|  | Austin Theory & Grayson Waller                    | Austin Theory & Grayson Waller                    | Pin                                               |                                                   |                                |                                |     |  |
|  | Austin Theory & Grayson Waller                    | Austin Theory & Grayson Waller                    | Pin                                               |                                                   | Austin Theory & Grayson Waller | Austin Theory & Grayson Waller | Pin |  |
|  |                                                   |                                                   |                                                   |                                                   | Austin Theory & Grayson Waller | Austin Theory & Grayson Waller | Pin |  |
|  |                                                   |                                                   | The Street Profits (Angelo Dawkins & Montez Ford) | The Street Profits (Angelo Dawkins & Montez Ford) | SD                             |                                |     |  |
|  | The Street Profits (Angelo Dawkins & Montez Ford) | The Street Profits (Angelo Dawkins & Montez Ford) | The Street Profits (Angelo Dawkins & Montez Ford) | The Street Profits (Angelo Dawkins & Montez Ford) | SD                             | Pin                            |     |  |
|  | The Street Profits (Angelo Dawkins & Montez Ford) | The Street Profits (Angelo Dawkins & Montez Ford) |                                                   |                                                   |                                | Pin                            |     |  |
|  | Authors of Pain (Akam & Rezar)                    | Authors of Pain (Akam & Rezar)                    | SD                                                |                                                   |                                |                                |     |  |
|  | Authors of Pain (Akam & Rezar)                    | Authors of Pain (Akam & Rezar)                    | SD                                                |                                                   |                                |                                |     |  |
|  |                                                   |                                                   |                                                   |                                                   |                                |                                |     |  |

### Luchas canceladas
- Brock Lesnar cuya última aparición tuvo lugar en SummerSlam 2023, estaba programado para hacer su regreso en Royal Rumble y empezar un feudo contra Gunther para un combate en WrestleMania XL, pero sus planes fueron descartados debido a la inclusión de su nombre en las acusaciones de tráfico sexual en contra de Vince McMahon.[40]
- CM Punk cuyo regreso ocurrió en Survivor Series, sufrió un desgarro legítimo de su tríceps derecho durante el Royal Rumble masculino. Estaba programado que tendría una lucha en contra de Seth Rollins por el Campeonato Mundial de Peso Pesado en WrestleMania XL pero sus planes fueron cambiados debido a esta situación.[41]

## Raw WrestleMania Edition
- The Judgment Day (Damian Priest, Finn Bálor, JD McDonagh & «Dirty» Dominik Mysterio) derrotó a The New Day (Kofi Kingston & Xavier Woods) & #DIY (Johnny Gargano & Tommaso Ciampa). 
  - Priest cubrió a Ciampa después de un «South of Heaven».
- «Big» Bronson Reed derrotó a Sami Zayn por cuenta fuera. 
  - Reed ganó la lucha después que Zayn no regresara al ring tras el conteo de 10.
  - Después de la lucha, Gunther atacó a Zayn.
- Ivy Nile & Maxxine Dupri derrotaron a Candice LeRae & Indi Hartwell.[42]
  - Dupri cubrió a Hartwell con un «Roll-up».
- Ricochet derrotó a Ivar.
  - Ricochet cubrió a Ivar después de un «630 Senton».
- Damage CTRL (Dakota Kai, Asuka & Kairi Sane) derrotó a Shayna Baszler, Zoey Stark & Tegan Nox.
  - Sane cubrió a Nox después de un «In-Sane Elbow Drop Combination».
- La lucha entre Seth «Freakin» Rollins vs. Solo Sikoa en un Bloodline Rules Match terminó sin resultado.
  - El combate terminó sin resultado después que The Bloodline (The Rock, Roman Reigns & Jimmy Uso) interfirió a favor de Sikoa, mientras que Jey Uso y Cody Rhodes lo hicieron a favor de Rollins.

## SmackDown WrestleMania Edition
- «Big» Bronson Reed ganó el André the Giant Memorial Battle Royal (10:09).[43][44][45]
  - Reed eliminó finalmente a Ivar, ganando la lucha.
  - Los otros participantes fueron (en orden de eliminación y quien lo eliminó): Kit Wilson (Omos), Elton Prince (él mismo), Angel (Wilde), Berto (Del Toro), Cameron Grimes (Mahal), Jinder Mahal (Crews), Apollo Crews (Sanga), Veer Mahaan (Brutus), Sanga (Julius), Luke Gallows (Adonis), Karl Anderson (Alexander), Cruz del Toro (Omos), Brutus Creed (Omos), Julius Creed (Omos), Omos (autoeliminado), Joaquin Wilde (Reed), Cedric Alexander (Ivar), Ashante "Thee" Adonis (Ivar), Ricochet (McDonagh), JD McDonagh (Tozawa), Otis (Ivar), Akira Tozawa (Ivar).
  - Después de que Angel y Berto fueron eliminados, atacaron a Wilde y a Del Toro respectivamente.
  - Después de que Omos se autoeliminara, atacó a Brutus y Julius.
- Elektra Lopez (con Santos Escobar, «Dirty» Dominik Mysterio y Andrade) derrotó a Zelina Vega (con Rey Mysterio) (2:38).
  - Lopez cubrió a Vega después de un «Elektra Bomb».
  - Después de la lucha, Andrade traicionó y atacó a Escobar y Dominik, uniéndose a Rey Mysterio.
- New Catch Republic (Tyler Bate & Pete Dunne) derrotó a Austin Theory & Grayson Waller (7:27).
  - Bate cubrió a Theory después de un «Double Tyler Driver».
  - Después de la lucha, los miembros de The Judgment Day, atacaron a las dos parejas.
- Jey Uso derrotó a Solo Sikoa por descalificación (6:34).[46]
  - La lucha terminó por descalificación tras la intervención de Jimmy Uso.
  - Tras la lucha, Jimmy y Sikoa atacaron a Jey, pero fueron detenidos por Cody Rhodes y Seth «Freakin» Rollins.